# Vladimir Kovačević (calciatore 1992)
Vladimir Kovačević (in serbo Владимир Ковачевић?; Odžaci, 11 novembre 1992) è un calciatore serbo, difensore del Sokol Saratov.

## Carriera

### Club
Ha iniziato la sua carriera in patria con le maglie di Vojvodina, Hajduk Kula, Proleter Novi Sad e Spartak Subotica.
Il 27 gennaio 2017 viene acquistato a titolo definitivo dalla squadra belga del Kortrijk.
Nel giugno del 2018 viene girato in prestito ai moldavi dello Sheriff Tiraspol.

### Nazionale
Ha giocato con l'Under-18 e l'Under-21 serba. Ha esordito con la nazionale maggiore il 29 settembre 2016 nel corso dell'amichevole contro il Qatar, subentrando a inizio ripresa a Nikola Milenković.

## Statistiche

### Cronologia presenze e reti in nazionale
| Cronologia completa delle presenze e delle reti in nazionale ― Serbia | Cronologia completa delle presenze e delle reti in nazionale ― Serbia | Cronologia completa delle presenze e delle reti in nazionale ― Serbia | Cronologia completa delle presenze e delle reti in nazionale ― Serbia | Cronologia completa delle presenze e delle reti in nazionale ― Serbia | Cronologia completa delle presenze e delle reti in nazionale ― Serbia | Cronologia completa delle presenze e delle reti in nazionale ― Serbia | Cronologia completa delle presenze e delle reti in nazionale ― Serbia |
| Data                                                                  | Città                                                                 | In casa                                                               | Risultato                                                             | Ospiti                                                                | Competizione                                                          | Reti                                                                  | Note                                                                  |
| --------------------------------------------------------------------- | --------------------------------------------------------------------- | --------------------------------------------------------------------- | --------------------------------------------------------------------- | --------------------------------------------------------------------- | --------------------------------------------------------------------- | --------------------------------------------------------------------- | --------------------------------------------------------------------- |
| 29-9-2016                                                             | Doha                                                                  | Qatar                                                                 | 3 – 0                                                                 | Serbia                                                                | Amichevole                                                            | -                                                                     | 46’                                                                   |
| Totale                                                                |                                                                       | Presenze                                                              | 1                                                                     |                                                                       | Reti                                                                  | 0                                                                     |                                                                       |

## Palmarès

### Club

#### Competizioni nazionali
- Campionato moldavo: 1

Sheriff Tiraspol: 2018
- Coppa di Moldavia: 1

Sheriff Tiraspol: 2018-2019